# دیوید سکوتی
دیوید سکوتی (انگلیسی: Davide Cecotti؛ زادهٔ ۱۰ آوریل ۱۹۷۳) بازیکن فوتبال اهل ایتالیا است.
از باشگاه‌هایی که در آن بازی کرده‌است می‌توان به باشگاه فوتبال اینتر میلان، باشگاه فوتبال تریستیانا، باشگاه فوتبال پرو گوریتسیا، و باشگاه فوتبال یو. اس. پرگولیتزه اشاره کرد.